# Denis Konstantinowitsch Bojarinzew
Denis Konstantinowitsch Bojarinzew (russisch Дени́с Константи́нович Боя́ринцев; * 6. Februar 1978 in Moskau) ist ein ehemaliger russischer Fußballspieler. Er wurde in der russischen Fußballnationalmannschaft eingesetzt (2004–2005). Der Mittelfeldspieler konnte auf beiden Flügeln spielen und wurde auch als Verteidiger eingesetzt.
| Personendaten    | Personendaten                              |
| ---------------- | ------------------------------------------ |
| NAME             | Bojarinzew, Denis Konstantinowitsch        |
| ALTERNATIVNAMEN  | Бояринцев, Денис Константинович (russisch) |
| KURZBESCHREIBUNG | russischer Fußballspieler                  |
| GEBURTSDATUM     | 6. Februar 1978                            |
| GEBURTSORT       | Moskau, Sowjetunion                        |